# Антоша Рыбкин
«Антоша Рыбкин» — советская фронтовая пропагандистская кинокомедия режиссёра Константина Юдина. Фильм продолжает рассказ о воинских подвигах повара-бойца РККА Антоши Рыбкина, одного из кино-героев «Боевого киносборника» № 3.

## Сюжет
Перед атакой на оккупированное противником село, командир РККА решает провести отвлекающий манёвр — концерт фронтовой бригады артистов. Повару Антоше Рыбкину поручено заменить недостающего актёра и исполнить роль немецкого ефрейтора. Но в итоге, по стечению нелепых обстоятельств, облачённый во вражеский мундир, он проникает в тыл к настоящему противнику и помогает своим освободить село.

## В ролях
- Борис Чирков — Антон Иванович Рыбкин
- Марина Ладынина — Лариса Семёновна, актриса
- Владимир Грибков — Пал Палыч Козловский, временно исполняющий обязанности худрука
- Николай Крючков — командир подразделения
- Константин Сорокин — Федя, боец-повар
- Людмила Шабалина — Катя Власова
- Татьяна Говоркова — Мария Ивановна
- Евгений Тетерин — Фриц
- Григорий Шпигель — пьяный немецкий пулемётчик
- Елизавета Кузюрина
- Николай Трофимов
- Константин Юдин — капитан пехоты[1]

## Съёмочная группа
- Автор сценария: Анатолий Гранберг
- Режиссёр: Константин Юдин
- Оператор: Борис Петров
- Художник: Владимир Егоров, Георгий Гривцов
- Композиторы: Оскар Сандлер, Юрий Милютин